# Kabinett Mappus
Das Kabinett Mappus bildete von Februar 2010 bis Mai 2011 die Landesregierung von Baden-Württemberg. Nachdem sein Vorgänger Günther Oettinger wegen seiner neuen Aufgabe als EU-Kommissar als Ministerpräsident zurückgetreten war, wurde Stefan Mappus am 10. Februar 2010 mit 83 von 139 Stimmen zum baden-württembergischen Ministerpräsident gewählt. Am 24. Februar 2010 wurden nach Vorschlag von Mappus seine Landesminister vom Landtag bestätigt. Bis dahin wurden die Ministerien geschäftsführend von den Landesministern aus dem vorigen Kabinett geleitet.

## Mitglieder

### Minister
| Amt/Ressort                                                      | Foto | Name              | Partei | Partei  |
| ---------------------------------------------------------------- | ---- | ----------------- | ------ | ------- |
| Ministerpräsident                                                |      | Stefan Mappus     |        | CDU     |
| Stellvertretender Ministerpräsident                              |      | Ulrich Goll       |        | FDP/DVP |
| Minister für Justiz                                              |      | Ulrich Goll       |        | FDP/DVP |
| Minister im Staatsministerium                                    |      | Helmut Rau        |        | CDU     |
| Minister für Bundes-, Europa- und internationale Angelegenheiten |      | Wolfgang Reinhart |        | CDU     |
| Inneres                                                          |      | Heribert Rech     |        | CDU     |
| Kultus, Jugend und Sport                                         |      | Marion Schick     |        | CDU     |
| Wissenschaft, Forschung und Kunst                                |      | Peter Frankenberg |        | CDU     |
| Finanzen                                                         |      | Willi Stächele    |        | CDU     |
| Minister für Wirtschaft                                          |      | Ernst Pfister     |        | FDP/DVP |
| Ländlicher Raum, Ernährung und Verbraucherschutz                 |      | Rudolf Köberle    |        | CDU     |
| Arbeit und Sozialordnung, Familien und Senioren                  |      | Monika Stolz      |        | CDU     |
| Umwelt, Naturschutz und Verkehr                                  |      | Tanja Gönner      |        | CDU     |

### Sonstige Mitglieder
| Amt/Ressort                                                                                          | Foto | Name                   | Partei | Partei    |
| --- | ---- | ---------------------- | ------ | --------- |
| Staatssekretär im Wirtschaftsministerium                                                             |      | Richard Drautz         |        | FDP/DVP   |
| Staatsrätin für interkulturellen und interreligiösen Dialog sowie gesellschaftliche Werteentwicklung |      | Regina Ammicht Quinn   |        | parteilos |
| Politischer Staatssekretär im Ministerium für Kultus, Jugend und Sport                               |      | Georg Wacker           |        | CDU       |
| Politischer Staatssekretär im Ministerium für Wissenschaft, Forschung und Kunst                      |      | Dietrich Birk          |        | CDU       |
| Politischer Staatssekretär im Finanzministerium                                                      |      | Stefan Scheffold       |        | CDU       |
| Politische Staatssekretärin im Ministerium für Ländlichen Raum, Ernährung und Verbraucherschutz      |      | Friedlinde Gurr-Hirsch |        | CDU       |
| Politischer Staatssekretär im Ministerium für Arbeit und Sozialordnung, Familie und Senioren         |      | Dieter Hillebrand      |        | CDU       |